# Lista monumentelor istorice din județul Brașov - U

Simbol pentru monumentele istorice

Lista monumentelor istorice din județul Brașov - U cuprinde monumentele istorice înscrise în Patrimoniul cultural național al României și aflate în localități ce încep cu litera U din județul Brașov.
Lista completă este menținută și actualizată periodic de către Ministerul Culturii, Cultelor și Patrimoniului Național din România, prin intermediul Institutului Național al Patrimoniului, ultima versiune datând din 2015. Această listă cuprinde și actualizările ulterioare, realizate prin ordin al ministrului culturii.
| Cod LMI                                           | Denumire                                     | Localitate              | Localizare                           | Datare, Creatori                    | Imagine               | Erori             |
| ------------------------------------------------- | -------------------------------------------- | ----------------------- | ------------------------------------ | ----------------------------------- | --------------------- | ----------------- |
| BV-I-s-A-11293 (RAN: 42165.01)                    | Situl arheologic de la Ungra                 | sat Ungra; comuna Ungra |                                      |                                     | Încarcă foto \| video | Raportează eroare |
| BV-I-m-A-11293.01 (RAN: 42165.01.05)              | Fortificație medievală                       | sat Ungra; comuna Ungra | pe malul Oltului 45.995°N 25.26917°E | sec. XI - XIII, Epoca medievală     | Încarcă foto \| video | Raportează eroare |
| BV-I-m-A-11293.02 (RAN: 42165.01.03)              | Așezare romană                               | sat Ungra; comuna Ungra | pe malul Oltului 45.995°N 25.26917°E | sec. II - III p. Chr., Epoca romană | Încarcă foto \| video | Raportează eroare |
| BV-I-m-A-11293.03 (RAN: 42165.01.04)              | Așezare dacică                               | sat Ungra; comuna Ungra | pe malul Oltului 45.995°N 25.26917°E | sec. II a. Chr.-I p. Chr., Latène   | Încarcă foto \| video | Raportează eroare |
| BV-I-m-A-11293.04 (RAN: 42165.01.01, 42165.01.02) | Așezare                                      | sat Ungra; comuna Ungra | pe malul Oltului 45.995°N 25.26917°E | Epoca bronzului                     | Încarcă foto \| video | Raportează eroare |
| BV-II-a-B-11836 (RAN: 42165.06)                   | Ansamblul bisericii evanghelice fortificate  | sat Ungra; comuna Ungra | 44 45.98383°N 25.26411°E             | sec. XIII-XIX                       | Alte imagini          | Raportează eroare |
| BV-II-m-B-11836.01 (RAN: 42165.06.02)             | Biserica evanghelică                         | sat Ungra; comuna Ungra | 44                                   | sec. XIII-XIX                       | Alte imagini          | Raportează eroare |
| BV-II-m-B-11836.02 (RAN: 42165.06.01)             | Incintă fortificată cu trei turnuri și anexe | sat Ungra; comuna Ungra | 44                                   | sec. XVI                            |                       | Raportează eroare |
| BV-II-m-B-11837 (RAN: 42165.05)                   | Biserica „Sfânta Treime”                     | sat Ungra; comuna Ungra | Str. Principală 7                    | sec. XVIII                          | Alte imagini          | Raportează eroare |